# Thorra-blot
Þorrablót oder Thorra-blot (altnordisch Þorra-blót) ist ein isländisches Mittwinterfest, das seine Wurzeln in einem nordgermanischen Opferfest hat und im 19. Jahrhundert wiederbelebt wurde.

## Nordgermanisches Opferfest
Das nordgermanische Opferfest wurde im letzten Wintermonat Þorri gefeiert. Es steht in enger kultisch-ritueller Beziehung zu den anderen periodisch-unterjährig gefeierten Opferfesten. Zumindest gilt dies bei den nordwestlichen germanischen Völkern Norwegens und Islands zur Wikingerzeit, da die Religion der Germanen insgesamt, einschließlich der nordgermanischen Religion, lokal abweichenden Schichtungen im Ritus und Kultus unterworfen und durch diese Dezentralisation geprägt war.
Nach der Orkneyinga saga war Þorri („Frost“) ein früher finnischer König, der Sohn des Snær („Schnee“). Ansonsten wird Þorri auch als ein Reifriese bezeichnet. Die Schrift Hversu Noregr byggðist aus dem 12. Jahrhundert, die im Flateyjarbók überliefert ist, gibt an, dass das Volk der Kvenen ein jährliches Opfer an Þorri im Mittwinter pflegten. Der Gott Thor (Þórr) wird mit Þorri assoziiert. Blót ist eine allgemeine Bezeichnung für Feste zu Ehren einer Gottheit im nordgermanischen Heidentum. 

## Heutiges Fest

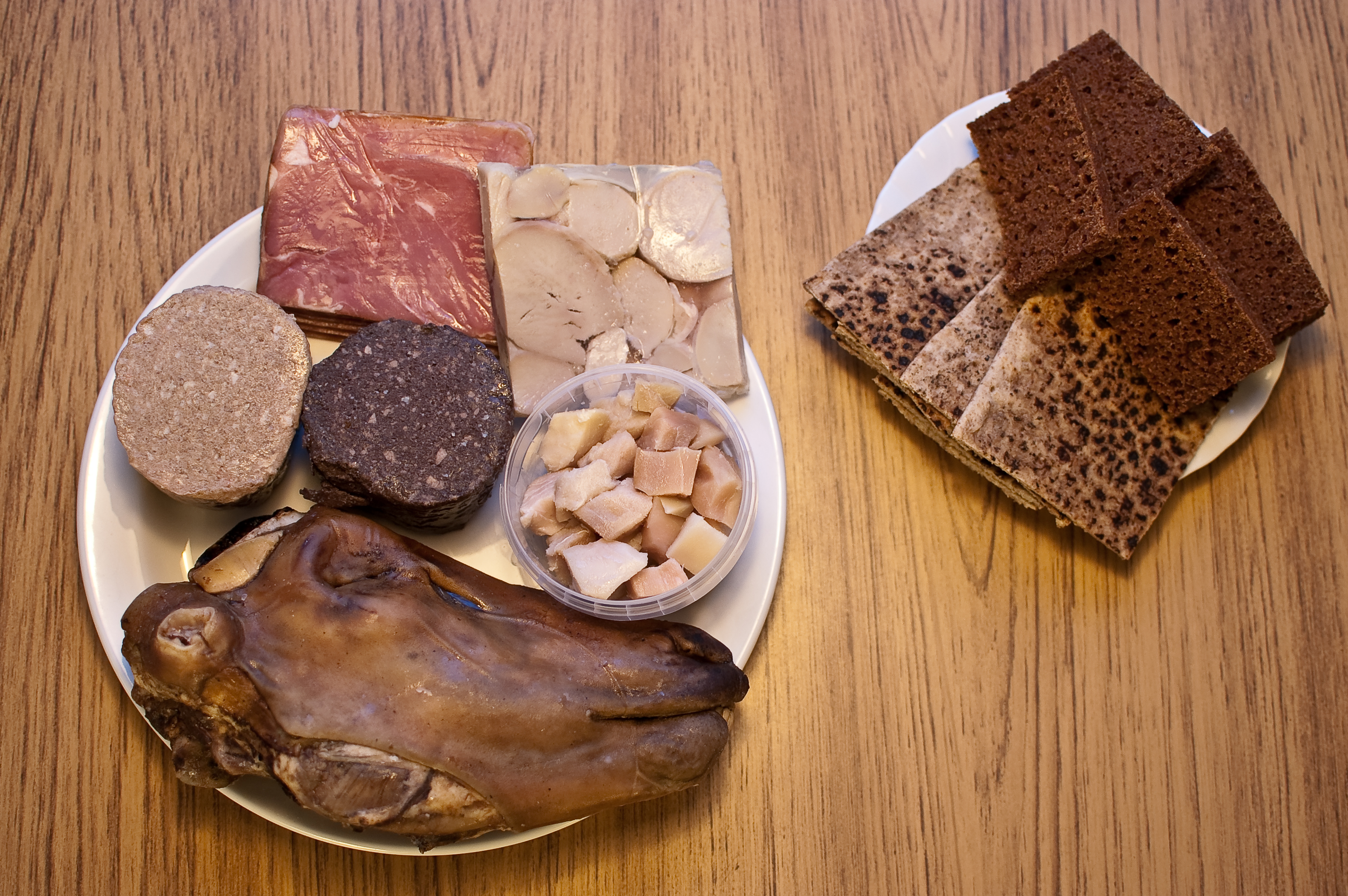
Speisen des Þorramatur

Die Tradition des Þorrablót wurde im 19. Jahrhundert wiederbelebt und ist heute ein Teil der isländischen Volkskultur. Die Wiederbelebung des Festes steht in engem Zusammenhang mit dem isländischen Unabhängigkeitskampf und dem Aufkommen des Nationalismus in Island. Die heidnischen Zeiten gelten in der Geschichte Islands als ein goldenes Zeitalter. Das erste überlieferte neuzeitliche Þorrablót wurde 1873 von isländischen Studenten in Kopenhagen begannen.
In seiner modernen Form wird Þorrablót als ein Abendessen gefeiert, an dem die Teilnehmer Reden halten und Gedichte rezitieren. Das Fest erhielt in den 1960er Jahren weite Aufmerksamkeit, als das Restaurant Naustið in Reykjavík ein Abendessen unter dem Namen Þorramatur anbot, das aus traditionellen isländischen Speisen bestand, die auf einem Holztrog serviert wurden. Die Idee wurde von der Bevölkerung gut angenommen und heute ist das Þorramatur fester Bestandteil des Þorrablót.
Das Þorrablót kann informell im Familien- und Freundeskreis gefeiert werden, aber auch als großes organisiertes Event mit Bühnenshow und Tanz nach dem Essen. Der Monat Þorri im altisländischen Kalender beginnt zwischen dem 19. und 26. Januar (immer an einem Freitag) und endet zwischen dem 17. und 23. Februar (immer an einem Samstag).